# Ренар, Жан
Жан Рена́р (фр. Jean Renart, 117? — ок. 1250) — французский (нормандский) трувер.

## Биография
Жан Ренар предположительно родился в местечке Доммартен (в нынешнем департаменте Па-де-Кале), в последней четверти XII века. По-видимому, он много путешествовал, побывал при Шампанском и Фландрском дворах, ища покровительства.
Две поэмы Ренара («Гийом из Доля» и, вероятно, «Лэ о Тени») посвящены Милону из Нантейля (Milo of Nanteuil), епископу Бовэ (1217–1222). Возможно, Милон был покровителем Жана Ренара.

## Творчество
Круг его творческого наследия до сих пор вызывает споры. С той или иной долей достоверности ему приписывают три рыцарских романа — «Галеран Бретонский» (ок. 1195; атрибуция наиболее спорна), «Коршун» (ок. 1200), «Роман о Розе, или Гильом из Доля» (ок. 1210), а также «Лэ о тени (или Лэ об Отражении)» (Lai de l’Ombre et de l’Anneau, ок. 1220 — рассказ о том, как рыцарь, впадая в отчаяние из-за неуступчивости своей возлюбленной, тем самым добивается её любви). Вероятно, ему же принадлежит вторая версия героической поэмы «Рыцарь Лебедя» (Chevalier au Cygne)  и «Лэ об Иньоресе» (Lai d’Ignaures).

## Творческое кредо
Часто попадаются рассказчики, складно говорящие и повествующие о всяких сказках, к которым не лежит мое сердце, ибо забота о правде не покидает меня; ведь тот, кто преступает законы правдоподобия и повесть свою сводит к одним выдумкам, не создаст долговечных произведений, и их нечего читать при разных дворах; ибо авторы их прибегают ко лжи и забывают о правде.

(из романа «Коршун»)